# مستشفى سانت جود لبحوث الأطفال
مستشفى سانت جود لبحوث الأطفال تأسس في عام 1962 ، هو مرفق لعلاج الأطفال وأبحاثهم يركز على أمراض الأطفال المأساوية ، وخاصة سرطان الدم وغيره من أنواع السرطان. تبلغ تكلفة المستشفى حوالي 2.8 مليون دولار يوميًا ، ولا توجد تكلفة على المريض للعلاج. تقع في مدينة ممفيس بولاية تينيسي ، وهي شركة طبية غير ربحية تم تصنيفها كمؤسسة معفاة من الضرائب بموجب 501 (c) (3) من قبل دائرة الإيرادات الداخلية.

## روابط خارجية
- St.Jude Children's Research Hospital Website
- A Fundraising Program from Window World Cares for St. Jude Children’s Research Hospital